# Union centriste et libérale (Lituanie)
Pour les articles homonymes, voir Union centriste et libérale.
L’Union centriste et libérale (en lituanien : Liberalų ir centro sąjunga, LiCS) est un ancien parti politique libéral de Lituanie, fondé en 2003 par Artūras Zuokas et dissous en 2014.

## Historique

### Fondation et premiers résultats
La LiCS est issu de la fusion, survenue le 31 mai 2003, entre l'Union libérale de Lituanie (LLS), l'Union centriste de Lituanie (LCS) et l'Union chrétienne-démocrate moderne (MKDS), sous la présidence d'Artūras Zuokas, maire de Vilnius et ancien vice-président de la LCS. La nouvelle formation réunit alors 22 députés sur 141.
Premier test électoral, les élections européennes de juin 2004 permettent à la LiCS de s'implanter dans la vie politique en obtenant 11,2 % des suffrages exprimés et deux sièges de députés européens sur 13.
Lors des élections législatives d'octobre 2004, le parti confirme sa bonne implantation dans le paysage politique, remportant 9 % des voix et 18 sièges de députés sur 141. Il rejoint ensuite l'opposition de centre droit au gouvernement du Premier ministre social-démocrate Algirdas Brazauskas.

### Participation au gouvernement
En décembre 2005, sept députés, critiques de la direction de Zuokas, annoncent leur intention de quitter le parti et fondent, en juin 2006, le Mouvement libéral de la République de Lituanie (LRLS). Dès le mois suivant, la LiCS rejoint la nouvelle coalition gouvernementale formée par le social-démocrate Gediminas Kirkilas, dans laquelle il dispose des ministères de l'Intérieur et de la Culture.
Du fait de la scission du LRLS, le parti recule aux élections législatives d'octobre 2008, en obtenant seulement 5,3 % des voix, juste derrière le LRLS, et ne détenant plus que huit sièges. La LiCS intègre ensuite une coalition avec l'Union de la patrie - Chrétiens-démocrates lituaniens (TS-LKD), le Parti de la résurrection nationale (TPP) et le LRLS. Elle conserve alors le ministère de l'Intérieur et se voit accorder celui de la Santé.
Les élections européennes de juin 2009 ayant conduit à un échec avec 3,3 % des voix et la perte des sièges sortants, Artūras Zuokas est remplacé à la présidence de la LiCS par Gintautas Babravičius. En mai 2011, l'ancien ministre de la Santé Algis Čaplikas lui succède et mène à bien la fusion, en septembre suivant, avec le Parti de la résurrection nationale, qui avait perdu la moitié de ses députés depuis le début de la législature.

### Dissolution
Lors des élections législatives d'octobre 2012, le parti n'obtient que 2,07 % et perd tous ses sièges de députés.
Le 12 juillet 2014, la LiCS fusionne avec le parti YES, fondé en 2011, pour former l'Union de la liberté.